# Kobiałki (województwo mazowieckie)
Kobiałki – wieś sołecka w Polsce położona w województwie mazowieckim, w powiecie mławskim, w gminie Wieczfnia Kościelna.
| SIMC    | Nazwa | Rodzaj    |
| ------- | ----- | --------- |
| 0128881 | Żaki  | część wsi |

W latach 1975–1998 miejscowość administracyjnie należała do województwa ciechanowskiego.